# Neukirchen vorm Wald
Pour les articles homonymes, voir Neukirchen.
Neukirchen vorm Wald est une commune de Bavière (Allemagne), située dans l'arrondissement de Passau, dans le district de Basse-Bavière.